# Miriam Welte
Pour les articles homonymes, voir Welte.

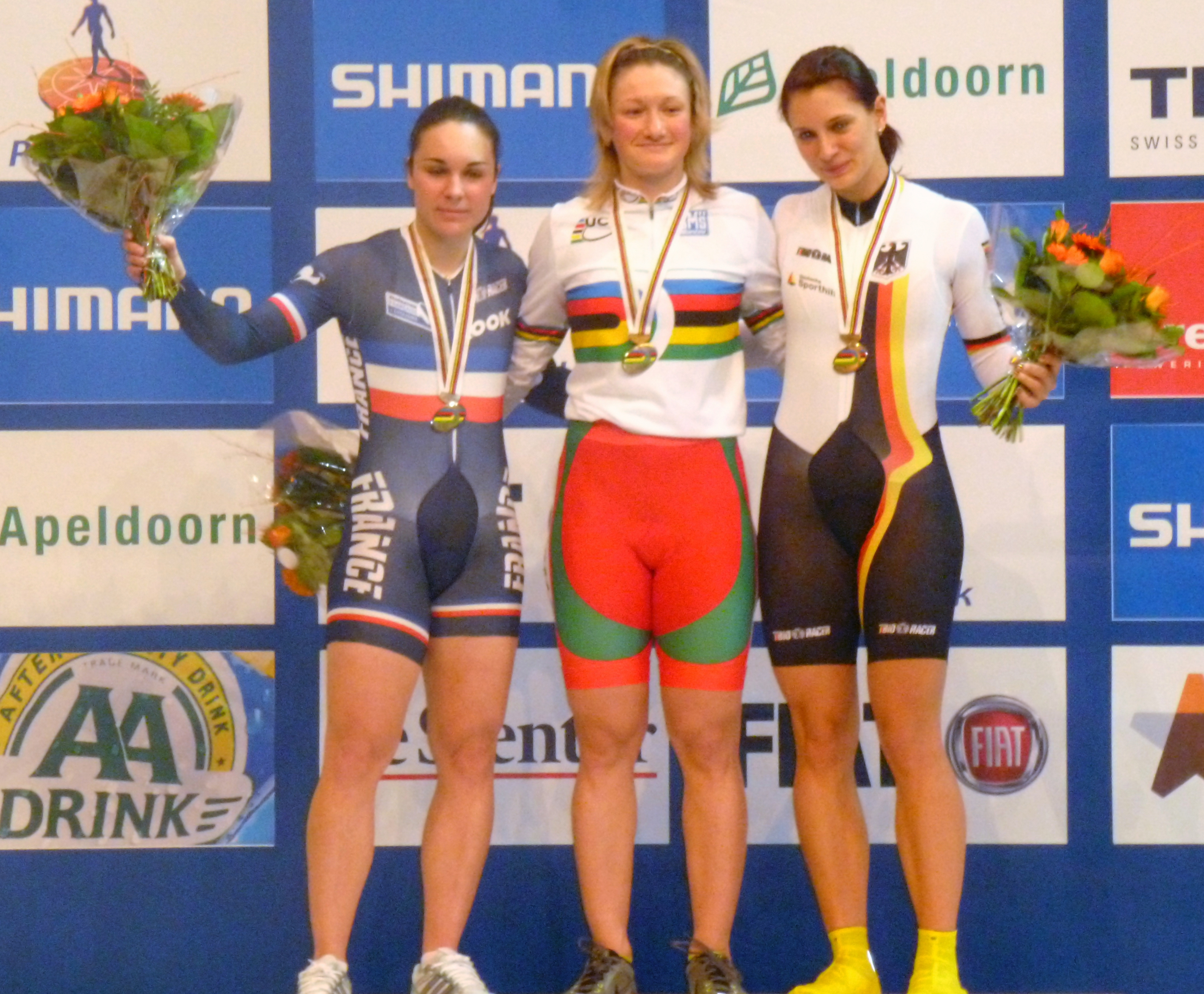
Podium du championnat du monde du 500 mètres 2011 (de gauche à droite Sandie Clair, Olga Panarina et Miriam Welte).

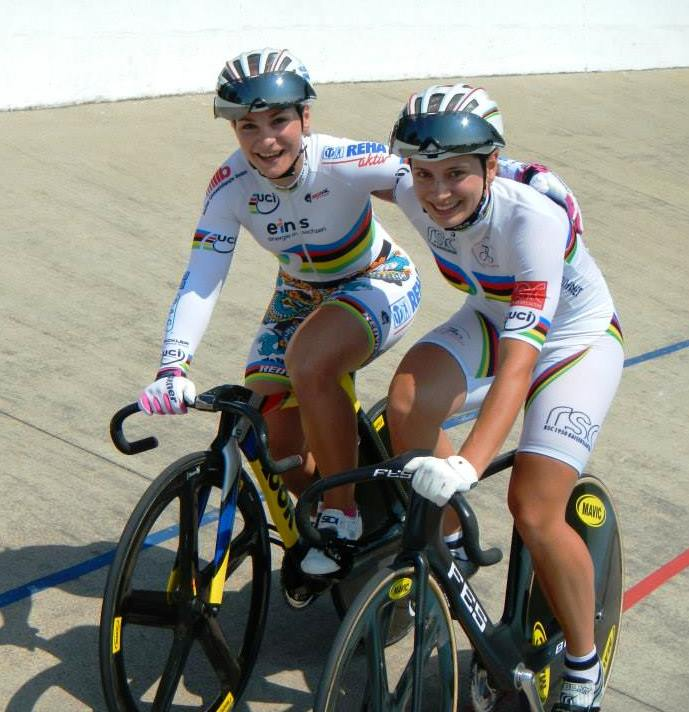
Kristina Vogel (à gauche) et Miriam Welte aux championnats d'Allemagne 2013.

Miriam Welte, née le 9 décembre 1986 à Kaiserslautern, est une coureuse cycliste allemande, spécialiste des épreuves de vitesse sur piste. Elle a notamment été championne olympique de vitesse par équipes en 2012 avec Kristina Vogel. Elle a également remporté à quatre reprises le championnat du monde de vitesse par équipes en 2012, 2013, 2014 et 2018, et à deux reprises le championnat du monde du 500 mètres en 2014 et 2018.

## Biographie

### 2002 à 2011: les débuts
À ses débuts, Miriam Welte se spécialise dans l'épreuve du 500 mètres contre-la-montre départ arrêté. Elle devient en 2002 vice-championne d'Allemagne juniors de la spécialité (17/18 ans). En 2004, elle s'adjuge la médaille de bronze en vitesse aux championnats du monde juniors. De 2006 à 2008, elle remporte le championnat d'Allemagne du 500 mètres élites. Elle obtient également deux titres européens chez les espoirs (moins de 23 ans) : sur le 500 mètres en 2006 à Athènes et le keirin en 2008 à Pruszkow. En 2008-2009, elle atteint à plusieurs reprises le podium sur les manches de Coupe du monde que ce soit sur 500 mètres contre-la-montre ou en vitesse par équipes.
Elle mesure 1,71 mètre et pèse 65 kg. En 2008, Miriam Welte associée à Dana Glöss obtient le bronze aux championnats du monde sur piste à Manchester en vitesse par équipes. En 2011, elle remporte à nouveau le bronze lors des mondiaux d'Apeldoorn, mais cette fois sur l'épreuve du 500 mètres contre-la-montre. Il s'agit de sa première médaille individuelle. Dans la même année, elle devient à Berlin triple championne d'Allemagne en keirin, en vitesse par équipes (avec Verena Jooß) et sur 500 mètres avec un nouveau record d'Allemagne en 34,336 secondes. Elle termine également deuxième en vitesse individuelle, battue par Kristina Vogel.

### 2012-2018: la confirmation
Lors des championnats du monde 2012 à Melbourne, elle devient avec Kristina Vogel championne du monde de vitesse par équipes. En qualifications et en finales, elles battent à chaque fois le record du monde de la discipline. Sur 500 mètres, elle se contente de l'argent derrière l'Australienne Anna Meares, malgré un nouveau record national en 33,626 secondes. Elle améliore son propre record en 34,172 secondes, lors de la manche d'Astana de la Coupe du monde 2011-2012. Au total, elle améliore le record national sur 500 mètres à trois reprises en moins de douze mois. Le 22 juin 2012, Welte bat lors du Grand Prix de vitesse de Colorado Springs aux États-Unis, un nouveau record du 200 mètres lancé en 10,64 secondes.
Elle est sélectionnée pour participer aux épreuves sur piste aux Jeux olympiques d'été de 2012. Associée à Kristina Vogel, elle devient championne olympique de vitesse par équipes, nouvelle épreuve du programme olympique. Elles ont bénéficié du déclassement de l'équipe britannique au premier tour (initialement deuxième temps) puis des Chinoises en finale (passage de relais  hors zone) pour décrocher l'or,.
Lors des mondiaux 2013 à Minsk, elle conserve son titre en vitesse par équipes avec Kristina Vogel. Elle est à nouveau médaillée d'argent du  500 mètres. Le 7 décembre 2013, lors de la manche de Coupe du monde organisée à Aguascalientes, elle bat en collaboration avec Kristina Vogel le record du monde du sprint par équipes sur 500 mètres en 32,153 secondes.  Aux mondiaux de Cali de 2014, elle participe à la domination des coureuses allemandes sur les épreuves de vitesse. Elle remporte les titres en vitesse par équipes (avec Vogel) et pour la première fois sur 500 mètres contre-la-montre.
Entre avril et mai 2014, Miriam Welte est la première sprinteuse allemande à participer aux compétitions de Keirin au Japon. Lors des championnats d'Europe en 2015, elle se présente handicapée après s'être ébouillanté un pied avec de l'eau chaude. Malgré une douleur intense, elle remporté avec Vogel la médaille d'argent en vitesse par équipes, mais doit renoncer à prendre le départ du 500 mètres contre-la-montre.
En 2016, Welte est sélectionnée pour les Jeux olympiques de Rio de Janeiro, où elle remporte la médaille de bronze en vitesse par équipes avec Kristina Vogel. Elle termine onzième du tournoi de vitesse et 25e du keirin. En décembre de la même année, elle se blesse lors du  Track Cycling Challenge  au Vélodrome suisse.
Aux mondiaux 2018, elle devient double championne du monde. Elle remporte l'or pour la deuxième fois sur le 500 mètres et pour la quatrième fois en vitesse par équipes avec Pauline Grabosch et Kristina Vogel. Au mois d'août, elle se classe troisième du championnat d'Europe du 500 mètres contre-la-montre.

### 2019: fin de carrière
En juin 2019, elle déclare dans un entretien avec le Südwestrundfunk qu'elle finirait sa carrière après les Jeux olympiques d'été de 2020 à Tokyo. Cependant, en septembre 2019, elle annonce sa retraite immédiate du cyclisme de compétition.
Après sa carrière, Miriam Welte, qui a le rang d'officier de police (à compter de 2019), poursuit sa carrière au sein de la police.

## Vie privée
Miriam Welte est en couple avec l'entraîneur de football Oliver Schäfer. En 2022, elle donne naissance à une fille.

## Palmarès

### Jeux olympiques
- Londres 2012
  -  Championne olympique de vitesse par équipes (avec Kristina Vogel)
- Rio 2016
  -  Médaillée de bronze de la vitesse par équipes
  - 11e de la vitesse individuelle
  - 25e du keirin

### Championnats du monde
- Manchester 2008
  -  Médaillée de bronze de la vitesse par équipes
- Pruszkow 2009
  - 6e de la vitesse par équipes
  - 8e du keirin
  - 9e du 500 mètres
- Apeldoorn 2011
  -  Médaillée de bronze du 500 mètres
  - 5e de la vitesse par équipes
- Melbourne 2012
  -  Championne du monde de vitesse par équipes (avec Kristina Vogel)
  -  Médaillée d'argent du 500 mètres
  - 6e de la vitesse individuelle
  - 17e du keirin
- Minsk 2013
  -  Championne du monde de vitesse par équipes (avec Kristina Vogel)
  -  Médaillée d'argent du  500 mètres
- Cali 2014
  -  Championne du monde du 500 mètres
  -  Championne du monde de vitesse par équipes (avec Kristina Vogel)
  - 10e de la vitesse individuelle
- Saint-Quentin-en-Yvelines 2015
  -  Médaillée de bronze du 500 mètres
  - 4e de la vitesse par équipes
  - 12e de la vitesse individuelle
  - 13e du keirin
- Londres 2016
  -  Médaillée de bronze de la vitesse par équipes
  - 7e du 500 mètres
  - 17e de la vitesse individuelle[18] (éliminée en 1/16e de finales)
- Hong Kong 2017
  -  Médaillée d'argent du 500 mètres
  -  Médaillée de bronze de la vitesse par équipes
- Apeldoorn 2018
  -  Championne du monde de vitesse par équipes (avec Kristina Vogel et Pauline Grabosch)
  -  Championne du monde du 500 mètres
  - 11e de la vitesse individuelle (éliminée en huitième de finale)[19]
- Pruszków 2019
  -  Médaillée de bronze de la vitesse par équipes
  - 4e du 500 mètres

### Coupe du monde
- 2007-2008
  - 3e du 500 mètres à Copenhague
- 2008-2009
  - 2e de la vitesse par équipes à Manchester
  - 2e de la vitesse par équipes à Cali
  - 2e de la vitesse par équipes à Copenhague
  - 3e du 500 mètres à Manchester
- 2009-2010
  - 2e du keirin à Pékin
  - 3e de la vitesse par équipes à Manchester
- 2010-2011
  - 2e de la vitesse par équipes à Cali
- 2011-2012
  - 1re de la vitesse par équipes à Cali (avec Kristina Vogel)
  - 3e de la vitesse par équipes à Astana
  - 3e du 500 mètres à Astana
- 2013-2014
  - 1re de la vitesse par équipes à Manchester (avec Kristina Vogel)
  - 1re de la vitesse par équipes à Aguascalientes (avec Kristina Vogel)
  - Classement général du 500 mètres
  - 2e du 500 mètres à Aguascalientes
  - 2e du 500 mètres à Guadalajara
- 2014-2015
  - 2e de la vitesse par équipes à Guadalajara
  - 2e de la vitesse par équipes à Londres
- 2016-2017
  - 1re de la vitesse par équipes à Cali (avec Kristina Vogel)
- 2017-2018
  - 1re de la vitesse par équipes à Manchester (avec Kristina Vogel)
  - 1re de la vitesse par équipes à Milton (avec Kristina Vogel)
  - 2e du 500 mètres à Pruszków
- 2018-2019
  - 2e du 500 mètres à Berlin
  - 2e de la vitesse par équipes à Milton
  - 2e de la vitesse par équipes à Berlin
  - 2e de la vitesse par équipes à Londres

### Championnats d'Europe
| Épreuve / Édition                 | 500 mètres | Keirin | Vitesse individuelle | Vitesse par équipes |
| Fiorenzuola d'Arda 2005 (espoirs) | Bronze     | 6e     | 5e                   |                     |
| Athènes 2006 (espoirs)            | Or         | 4e     | Bronze               |                     |
| Cottbus 2007 (espoirs)            | Argent     | 4e     |                      | Argent              |
| Pruszkow 2008 (espoirs)           | Argent     | Or     |                      |                     |
| Pruszków 2010                     |            | 9e     | 9e                   | Bronze              |
| Apeldoorn 2011                    |            |        |                      | Bronze              |
| Apeldoorn 2013                    |            |        |                      | Argent              |
| Baie-Mahault 2014                 | Bronze     | 10e    | 7e                   | Argent              |
| Granges 2015                      |            |        |                      | Argent              |
| Berlin 2017                       | Or         |        |                      | Argent              |
| Glasgow 2018                      | Bronze     |        | 4e                   | Bronze              |

### Championnats nationaux
- Championne d'Allemagne du 500 mètres (11) en 2006, 2007, 2008, 2009, 2011, 2012, 2013, 2014, 2016, 2017 et 2018
- Championne d'Allemagne du keirin (3) en 2009, 2011 et 2015
- Championne d'Allemagne de vitesse par équipes (4) en 2011, 2013, 2018 et 2019
- Championne d'Allemagne de vitesse individuelle en 2018

## Distinctions
- Cycliste allemande de l'année : 2012 (avec Kristina Vogel)
- UEC Hall of Fame[20]